# Йокуба Карімова
Йоку́ба Карі́мова (тадж. Ёқуб Каримов) — село у складі Хатлонської області Таджикистану. Входить до складу джамоату Худойназара Холматова Шахрітуського району.
В радянські часи село називалось Колхоз імені Карла Маркса, в роки незалежності — Карла Маркса.
Населення — 4039 осіб (2017).